# Leucochrysa (Nodita) montanola
Leucochrysa (Nodita) montanola is een insect uit de familie van de gaasvliegen (Chrysopidae), die tot de orde netvleugeligen (Neuroptera) behoort. 
Leucochrysa (Nodita) montanola is voor het eerst wetenschappelijk beschreven door Banks in 1910.